# Sebastian Mantel
Sebastian Mantel (* 15. Juli 1792 in Langenprozelten; † 27. Juli 1860 in Wasserlos) war ein deutscher Forstmann.

## Leben
Mantel stammte aus einer Förster- und Jägerfamilie. Er besuchte die Forstliche Hochschule Aschaffenburg, die er 1811 abschloss. Nach zweijähriger Praxis an einem der Großherzoglich Frankfurtischen Forstämter schloss er sich während der Befreiungskriege dem Corps der Spessarter Freiwilligen an, in welchem er zum Oberleutnant aufstieg. 1815 diente er im 14. bayerischen Infanterieregiment und wurde dort mit dem Armeedenkzeichen ausgezeichnet. 1816 wurde er Revierförster in Obersteinbach, 1818 Kreisforstkontrolleur, 1822 Forstmeister in Hochspeyer, dann in Kaiserslautern.
Mantel wurde mit Befehl vom November 1831 ab 1832 im Forstamt Kronach eingesetzt. Die Verhältnisse dort erforderten Reformen, die er mit Erfolg umsetzte. Als nach mehrjähriger Schließung 1844 die königliche Forstlehranstalt Aschaffenburg wiedereröffnet wurde, berief man Mantel zu deren Direktor und zum Professor der forstlichen Hauptkollegien. Am 23. März 1848 wurde er zum Regierungs- und Kreisforstrat bei der königlichen Regierung der Pfalz ernannt. Hier wirkte er bis zu seiner Versetzung in den Ruhestand am 20. Januar 1859.
Insbesondere für in seiner Kronacher Amtszeit erworbenen Verdienste wurde er 1842 mit dem Ritterkreuz I. Klasse des Verdienstordens vom Heiligen Michael ausgezeichnet.